# 和六里ハル
和六里 ハル（わむさと ハル、1975年8月9日 - ）は、日本の漫画家。女性。沖縄県出身。
現在はワニマガジン社の雑誌で成人向け漫画をメインに執筆している。主におねショタ、ハーレム系の作品が多い。
近藤るるるの元アシスタントで、独立して間もない頃は近藤にそっくりな絵柄だったが、最近は独自路線の絵柄を生み出して来ている。一時期、伴ル築、伴ルツキ名義でも活動していた。

## 作品リスト

### 単行本

#### 一般向け
- 『魔法のエンジェル グルグリビューティー』（2002年3月23日発売[7]、メディアファクトリー『コミックフラッパー』連載、ISBN 4-8401-0434-4）
- 『きんのたまご』 （2008年3月19日発売、秋田書店『チャンピオンRED』連載、ISBN 978-4-253-23027-8）
- 『コンビニん』 （2008年3月19日発売[8]、秋田書店『月刊ヤングチャンピオン烈』連載、〈ヤングチャンピオン烈コミックス〉、ISBN 978-4-25325-535-6）
- 『ロリコンサーガ』 （2010年7月12日発売[9]、双葉社『コミックハイ!』連載、〈アクションコミックス COMIC HIGH’S BRAND〉、ISBN 978-4-57583-790-2）
- 『勇者の娘と出刃包丁』 （双葉社『コミックすもも』連載、〈アクションコミックス COMIC HIGH’S BRAND〉、全2巻）
  1. 2011年8月11日発売[10]、ISBN 978-4-57583-948-7
  2. 2012年10月12日発売[11]、ISBN 978-4-57584-144-2

#### 成年向け
1. 『発電ぱんだくん！』 （2004年8月19日発売[12]、コアマガジン〈メガストアコミックス033〉、ISBN 4-87734-752-6）
  - 『発電ぱんだくん！新装版』 （2009年10月16日発売[12]、コアマガジン〈メガストアコミックス234〉、ISBN 978-4-86252-711-0）
2. 『苺ちゃんぷるー』 （2005年10月19日発売[12]、コアマガジン〈メガストアコミックス059〉、ISBN 4-87734-908-1）
3. 『大妹』 （2007年5月19日発売[12]、コアマガジン〈メガストアコミックス123〉、ISBN 978-4-86252-181-1）
4. 『新婚姉妹』 （2009年1月24日発売[12]、コアマガジン〈メガストアコミックス203〉、ISBN 978-4-86252-544-4）
5. 『さんかくかん』 （2011年3月25日発売[12]、コアマガジン〈メガストアコミックス294〉、ISBN 978-4-86436-024-1）
6. 『トロピカル☆母娘mix』[13] （2013年10月31日発売[14]、ワニマガジン社〈ワニマガジンコミックススペシャル〉、ISBN 978-4-86269-275-7）
7. 『女淫ホール』 （2018年11月20日発売[15]、ワニマガジン社〈ワニマガジンコミックススペシャル〉、ISBN 978-4-86269-597-0）
  - 同級生と母娘丼！ （COMIC X-EROS #24、2014年10月）
  - おとどけ！姉エロボディ （COMIC X-EROS #11、2013年9月）
  - G4P！-3人の痴女と合コン4P- （COMIC X-EROS #17、2014年3月）
  - 女体育教師とメガネ君 （COMIC X-EROS #36、2015年10月）
  - ママソープ （ジーオーティー『comicアンスリウム』 Vol.002、2013年5月）
  - 蘭子さん、そんな事も知らないの？ （COMIC X-EROS #15、2014年1月）
  - ママ＆ギャル （COMIC X-EROS #05、2013年3月）
  - ヨロシク！NTR （COMIC X-EROS #08、2013年6月）
  - コス♥オナ （COMIC X-EROS #68、2018年6月）
  - 日焼け妹はギャル妹！ （COMIC X-EROS #50、2016年12月）

### 単行本未収録作品

#### 一般向け
- すぐれ屋ラボラトリー[注 1]（ファミ通連載）
- にこぽこ（コミックフラッパー、伴ルツキ名義）
- 姉星人襲来!! -INVADERS FROM ONEESAN-（季刊GELATIN）

#### 成年向け
- コミックメガストア（コアマガジン）
  - ふしだら同級生 青い放課後（2003年10月号）
  - エクスタまりすくん！（2005年9、10、12月号）[16][17][18]
- COMIC X-EROS（ワニマガジン社）
  - ゲーマーカノジョとナマ配信！（#65）[19]
- COMIC快楽天（ワニマガジン社）
  - 犬噛くん、今日誕生日だってよ（2019年2月号）[20]

### その他
- 『ソード・ワールド2.0リプレイ』 小説挿絵、文：藤澤さなえ、富士見書房〈ドラゴンブック〉
  - 『Sweets(1) わがまま魔剣はままならない!』 2011年9月17日発売[21]、ISBN 978-4-82914-641-5
  - 『Sweets(2) はりきり魔剣ははばからない!』 2012年2月18日発売[22]、ISBN 978-4-82914-662-0
  - 『Sweets(3) つきぬけ魔剣はぬけめがない!』 2012年6月20日発売[23]、ISBN 978-4-82914-676-7
  - 『Sweets(4) きらめき魔剣はあきらめない!』 2012年9月20日発売[24]、ISBN 978-4-82914-688-0
- 『センドー・ウォー 世界を撃ち砕くもの』 （小説挿絵、2002年8月24日発売、文：大林憲司、メディアファクトリー〈MF文庫J〉、ISBN 4-8401-0617-7
- ゴレムマイト アフロ
- 『B級企画 -L&D-』 （原画、2007年8月17日発売、ライアーソフトの非18禁パソコンゲーム）
- 『LOVE&D風太編』 （原画、ライアーソフト）
- 『LOVE&Dロミオ編』 （原画、ライアーソフト）
- 『LOVE&D佐村編』 （原画、ライアーソフト）
- 『L&DEAD追加データパック』 （原画、ライアーソフト）
- 『LOVE&DEAD』 （原画、2008年4月25日発売、ライアーソフト、LOVE&D3編+L&DEAD追加データパックのパッケージ版）
- 川西ゆうこのCD『bouquet』ジャケットイラスト

## 師匠
- 近藤るるる